# 頭上の敵機
『頭上の敵機』（ずじょうのてっき、Twelve O'Clock High）は、1949年のアメリカ合衆国の戦争映画。監督は ヘンリー・キング。アメリカの第二次世界大戦参戦初期にナチス・ドイツ及びナチス・ドイツ占領下のフランスに白昼爆撃を敢行したアメリカ陸軍第8空軍の兵士を描いた本作は、1948年のサイ・バートレット、バーン・レイ・Jr作の小説『Twelve O'Clock High』を、原作者であるバートレットとレイ、ヘンリー・キング（クレジット無し）監督が脚本を担当し、グレゴリー・ペック、 ヒュー・マーロウ、ゲイリー・メリル、ミラード・ミッチェル、ディーン・ジャガーらの出演で映画化した作品である。
『頭上の敵機』は第22回アカデミー賞で4部門にノミネートされ、ディーン・ジャガーが助演男優賞を、トーマス・T・モールトンが録音賞を受賞している。1998年にアメリカ議会図書館アメリカ国立フィルム登録簿に文化的、歴史的、芸術的に顕著な作品として登録されている。

## ストーリー

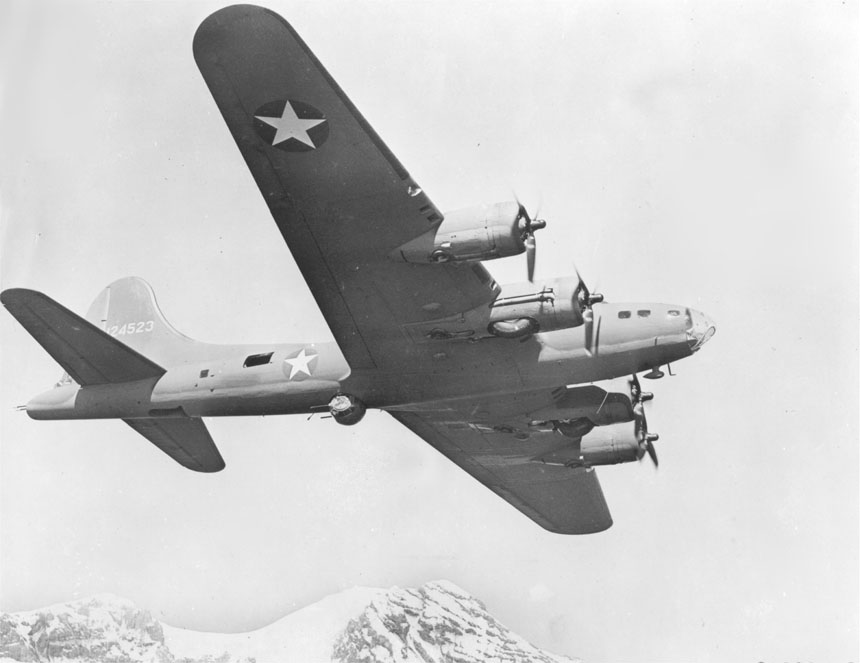
B-17爆撃機

1949年、イギリスで休暇中のアメリカの弁護士で元アメリカ陸軍航空軍のハーヴィ・ストーヴァル（ディーン・ジャガー）は、ある骨董品店のショーウインドウにみなれたトビー・ジョッキ（老人の顔を象った陶器製のビアジョッキ）を見つける。ストーヴァルは店主からそのトビー・ジョッキがイギリス空軍とアメリカ陸軍航空軍の飛行場がかつてあり、ストーヴァルが第2次世界大戦中に第918航空群の一員として勤務したアーチベリーで手に入れられたものであることを知る。そのジョッキはストーヴァルのよく知るものそのものだった。ストーヴァルはそのジョッキを買い求め、列車と自転車で滑走路、誘導路、管制塔、事務所を残したまま今は牧草地として利用されているアーチベリー飛行場跡へと向かった。ストーヴァルがアーチベリー時代を思い出しながら、時間は1942年にさかのぼり、映画は本編に入る。
第918航空群はアメリカ本国からイギリスに移駐してアメリカ軍の白昼爆撃に投入された。ドイツの対空砲火とドイツ空軍戦闘機による被害が甚大となったことにより士気が低下、目標破壊失敗も相次いだことから、「不運な航空群」との評判をとるようになっていた。第918航空群の航空司令キース・ダヴェンポート大佐（ゲイリー・メリル）は指揮下の兵士たちと親密になるあまり、航空群内の士気を向上させる手が取れないでいた。爆撃精度向上のため低空での作戦が命令されたとき、その危険性の高さからダヴェンポート大佐は司令部に駆け込み、彼の旧友でもあるフランク・サヴェージ准将（グレゴリー・ペック）と作戦方針について対立する場面もあった。ダヴェンポート大佐のこの様な行動を見たサヴェージ准将は、第8空軍司令官パトリック・プリチャード少将（ミラード・ミッチェル）の部屋を訪ね、ダヴェンポート大佐が航空司令として不適格であると進言する。プリチャード少将はサヴェージ准将の進言を容れ、ダヴェンポート大佐を解任、第918航空群の航空司令にサヴェージ准将を据えた。
規律維持のためサヴェージ准将は指揮下の全員に対して厳しく臨み、指揮下兵士から嫌われるようになったうえ、サヴェージ准将の厳格なリーダーシップに驚いた第918群の操縦士全員が異動願を出す事態となる。サヴェージ准将は航空群の副官であるストーヴァル少佐に時間稼ぎのために異動願の処理を遅らせるよう頼み、ストーヴァル少佐は「お役所仕事」は時間がかかるもの、と応じる。厳しい再訓練のあと第918航空群は戦列に復帰したが、サヴェージ准将自らがB-17爆撃機に搭乗して出撃、他の航空群が悪天候による帰還命令に従って帰還する中、無線機の故障により第918航空群が単独で爆撃、1機も失うことなく目標の破壊に成功した後、指揮下兵士のサヴェージ准将に対する態度に変化が見られるようになった。
無線機の故障を口実に帰還命令を無視したことをプリチャード少将がサヴェージ准将に詰問したが、サヴェージ准将はそれに屈することなく、単独で目標を破壊した戦果でプリチャード少将に第918航空群を表彰するよう求めた。監察官が第918航空群の異動願滞留などの問題を確認するため到着した際、サヴェージ准将は解任を覚悟して荷づくりを行っていたが、兵士全員が異動願を取り下げ、サヴェージ准将は現職にとどまることになった。隊員とともに作戦に参加するうち、かつてダヴェンポート大佐がサヴェージ准将を訪ねた際に忠告した通り、サヴェージの兵士に対する態度も軟化していった。第918航空群のバーの暖炉にはあのトビー・ジョッキがあった。
航空戦がドイツ深部に及ぶにつれ、ドイツ軍の迎撃も厳しくなり、作戦行動距離が延びたことと併せて白昼爆撃のリスクも増大していた。サヴェージ准将配下のコッブ少佐、ビショップ中尉を含む優秀な搭乗員たちが失われていった。プリチャード少将は第8空軍本部にサヴェージ准将を戻すよう画策したが、サヴェージ准将は第918航空群がサヴェージ准将抜きでは成り立たないことを理由に異動に応じず、プリチャード少将も渋々サヴェージ准将の意見を容れざるを得なかった。
しかし、最も危険な作戦の出撃直前、B-17に乗り込もうとした時にサヴェージ准将は突然心身が不安定となり、B-17に搭乗するために体を引き上げることが出来なくなったため、サヴェージ准将抜きで第918航空群は作戦に参加して行った。航空群が帰還するのを待つ間にサヴェージ准将はカタトニー（緊張病）とみられる状態になったが、第918航空群が目標を破壊し、比較的軽微な損害で帰還したとき、サヴェージ准将は落ち着きを取り戻し、親友であり、かつて第918航空群率いたダヴェンポート大佐の見守る中、眠りに落ちていった。
物語はここで1949年のストーヴァルの目線にもどる。ストーヴァルは買い求めたトビー・ジョッキをもとあった第918航空群のバーの暖炉の上に置き、アーチベリーをあとにした。

## キャスト
| 役名                                                 | 俳優                     | 日本語吹替 | 日本語吹替                                                          |
| 役名                                                 | 俳優                     | NETテレビ版 | PDDVD版                                                             |
| ---------------------------------------------------- | ------------------------ | --- | ------------------------------------------------------------------- |
| フランク・サヴェージ准将 （第918航空群航空司令）     | グレゴリー・ペック       | 城達也 | 大塚智則                                                            |
| ハーヴィ・ストーヴァル少佐 （第918航空群司令副官）   | ディーン・ジャガー       | 宮川洋一 | 咲野俊介                                                            |
| ベン・ゲートリー中佐 （第918航空群先任将校）         | ヒュー・マーロウ         | 家弓家正 |                                                                     |
| キース・ダヴェンポート大佐 （前第918航空群航空司令） | ゲイリー・メリル         | 小林修 | 勝沼紀義                                                            |
| カイザー大尉 （第918航空群軍医）                     | ポール・スチュワート     | 和田文夫 |                                                                     |
| パット・プリチャード少将 （第8空軍司令）             | ミラード・ミッチェル     | 久松保夫 | 木澤智之                                                            |
| ジョー・コッブ少佐 （第918航空群航空隊長）           | ジョン・ケロッグ         | 大塚周夫 |                                                                     |
| ジェセ・ビショップ中尉 （第918航空群航空機長）       | ロバート・パットン       | 井上真樹夫 | 相原嵩明                                                            |
| マクレニー軍曹 （第918航空群司令部付下士官）         | ロバート・アーサー       | 宮本和男 |                                                                     |
| ジマーマン中尉 （第918航空群航空航法士）             | リー・マグレゴール       | |                                                                     |
| バードウェル中尉 （第918航空群兵士）                 | サム・エドワーズ         | |                                                                     |
| 査問官                                               | ロジャー・アンダーソン   | |                                                                     |
| トワンプリ―大尉 （第918航空群従軍牧師）              | ローレンス・ドブキン     | |                                                                     |
| ケラー軍曹 （第918航空群守衛）                       | ケネス・トビー           | |                                                                     |
| 爆撃手                                               | ポール・ピセルニ         | |                                                                     |
| 無線士                                               | ヘンリー・ローター       | |                                                                     |
| ホーホー候 （ドイツのプロパガンダ放送）              | バーリー・ジョーンズ     | |                                                                     |
| ナース                                               | ジョイス・マッケンジー   | |                                                                     |
| 第918航空群病院の患者                                | ドン・ゴードン           | |                                                                     |
| マケッソン中尉 （第918航空群兵士）                   | リチャード・アンダーソン | |                                                                     |
| 不明 その他                                          | N/A                      | 嶋俊介 杉田郁子 井上弦太郎 野本礼三 緑川稔 木原正二郎 納谷六朗 青野武 矢田耕司 清川元夢 村松康雄 国坂伸 浅井淑子 | 岡哲也 桜木信介 佐藤祐四 村瀬知之 大島ヒロコ 藤田周 木村千輝 宮内拓 |
| 日本語版スタッフ                                     |                          | |                                                                     |
| 演出                                                 | 演出                     | 春日正伸 | 椿淳                                                                |
| 翻訳                                                 | 翻訳                     | 鈴木導 | 塩崎裕久                                                            |
| 効果                                                 | 効果                     | | 恵比須弘和 赤澤勇二                                                 |
| 調整                                                 | 調整                     | | 堀井義文                                                            |
| 制作                                                 | 制作                     | 日米通信社 | マックスター                                                        |
| 解説                                                 | 解説                     | 淀川長治 | N/A                                                                 |
| 初回放送                                             | 初回放送                 | 1971年2月7日 『日曜洋画劇場』21:00-22:56                                                                         | N/A                                                                 |

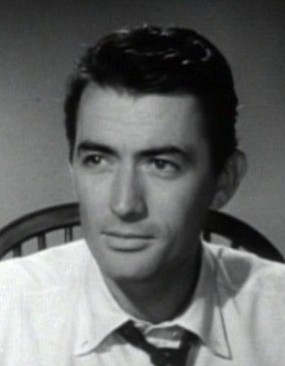
グレゴリー・ペック

※NETテレビ版は20世紀フォックス発売のDVD・BDに再放送短縮版が収録（約69分）。

## 実在の人物・場所との対比
- フランク・サヴェージ准将（グレゴリー・ペック）

複数の航空群司令をモデルにしているが、映画中の第918航空群のモデルとなった第306航空群の司令官だったフランク・A・アームストロング大佐が最も近い存在とされている。"サヴェージ"の姓はアームストロング大佐がチェロキー系であることに由来したとされる。アームストロング大佐は第306航空群に赴任する前、第97航空群でも同様に再訓練と規律徹底の任務を担当しており、『頭上の敵機』の多くのシーンはこの第97航空群でのアームストロング大佐の体験によるものとされている。 アームストロング大佐の第306航空群での任期は6週間だった。
映画の後半で、サヴェージ准将がカタトニーに近い戦闘ストレス反応に陥ったのは、ニュートン・ロングフェロー准将に起こった実話によるが、精神崩壊に近い状態になったのは実際の症例と反し、多くの航空兵がさいなまれた過度のストレスを表現したものである。
- プリチャード少将 （ミラード・ミッチェル）

第8空軍の初代司令、アイラ・エーカーをモデルにしている。
- キース・ダヴェンポート大佐 （ゲイリー・メリル）

チップというあだ名で呼ばれた第306航空群の初代司令、チャールズ・B・オーヴァラッカー大佐をもとにしている。『頭上の敵機』で描かれたダヴェンポート大佐の人間性はオーヴァラッカー大佐のものと酷似している。映画の冒頭で、ダヴェンポート大佐がサヴェージ准将に抗弁し、解任されたシーンもオーヴァラッカーの実話に基づくものである。
- ハーヴィ・ストーヴァル少佐（ディーン・ジャガー）

第一次世界大戦に陸軍の飛行機パイロットとして従軍し、地上職の副官として復職したこの人物は、第一次大戦の撃墜王で、真珠湾攻撃の翌週に陸軍航空軍中佐として復職し、イギリス駐留の第8空軍の人事部次長となったウィリアム・ホワード・ストーヴァルをモデルにしている。第8空軍ではストーヴァルは第一次大戦の戦友、カール・スパーツ将軍らと共に勤務している。
- ジョセ・ビショップ中尉 (ロバート・パットン)

映画冒頭でB-17を胴体着陸させ、名誉勲章を受けたこの人物は、ジョン・C・モーガン中尉をモデルとした。ビショップ中尉が頭部に20 mm機銃の破片を受けた操縦士の代わりに爆撃機を操縦したエピソードはモーガン中尉が名誉勲章を受章した実話とほぼ同じである。ロバート・パットンは第二次世界大戦に陸軍航空軍の航法士として従軍しており、『頭上の敵機』出演者中唯一搭乗員としての経験をもつ。
- マクレニー軍曹（ロバート・アーサー）

第306航空群に所属していた正規の射撃手で、時折司令官の運転手を務めていたドナルド・ビーヴァン軍曹がモデルである。ビーヴァン軍曹は作品中のマクレニー軍曹同様飛行機に忍び込んで射撃を行ったことで有名であるが、ビーヴァンの場合は軍からの正規の要請で爆撃機に搭乗したこともある。マクレニー軍曹同様、ビーヴァン軍曹も射撃の名手だった。
- 硬骨漢 ジョー・コッブ少佐（ジョン・ケロッグ）

アームストロング大佐と共にB-17で戦ったポール・ティベッツ大佐に想を得ている。ティベッツは1949年に『頭上の敵機』の技術アドバイザーとなったが、すぐに第305航空群の元司令官ジョン・H・デラッシー大佐に交代している。
- アーチベリー飛行場跡

作品中に描かれた航法図により、アーチベリーは作品中の第918航空群のモデルとなった第306航空群が駐留したスーライフ基地ではなく、アイルズベリー近郊であることが分かる。

## 製作
20世紀フォックスの資料によると、『頭上の敵機』の映画化権利のため20世紀フォックスは$100,000を、さらに追加で最大$100,000を「ブッククラブ条項」のために支払ったとされている。20世紀フォックスの映画プロデューサーダリル・F・ザナックは、ウィリアム・ワイラー監督がパラマウント映画での映画化のため、『頭上の敵機』に興味をもっていることを知り、この高額な権利を買うことを決断している。もっとも、ザナックは1947年にアメリカ空軍が撮影に協力する確信を得た時点で最終的な判断をしている。『頭上の敵機』ではドイツ側で撮影されたものを含む実際の戦闘中の映像が使用されている。『頭上の敵機』の多くの部分はエグリン空軍基地およびフロリダ州フォート・ワートン・ビーチで撮影された。
脚本を担当したサイ・バートレットとバーン・レイ・Jrは自身の第8空軍での経験を映画に活用している。第8空軍司令部でバートレットはサヴェージ准将のモデルとなったアームストロング大佐のそばで勤務した経験をもつ。映画中の第918航空群は、欧州戦線で長く第8空軍の主力を務めた第306航空群をモデルにしている。
重爆撃機作戦に従事した元兵士たちは『頭上の敵機』は、実戦を忠実に再現した唯一のハリウッド映画である、とコメントしている。1948年の映画『戦略爆撃指令』と併せ、『頭上の敵機』は勧善懲悪的、楽観的な戦争映画の枠を外れ、戦争によって失われる人命と向き合う迫真のリアリティを追ったターニングポイントとされる。 この二つの映画はP-51の様な航続距離の長い戦闘機が出現する以前、第二次大戦参戦直後の陸軍航空軍の戦闘ドクトリンに従い、護衛戦闘機なしで白昼爆撃を行った部隊を描いている。サイ・バートレットとバーン・レイ・Jrのアメリカ空軍を舞台にした1950年代の『ミサイル空爆戦隊』、冷戦時代の『ロケット・パイロット』は『頭上の敵機』の筋書きをなぞった映画とされている。
映画の前半で登場するB-17を胴体着陸させるシーンのため、ハリウッドの有名なスタントパイロットだったポール・マンツには前代未聞の$4,500の出演料が払われた。マンツとトールマンツ航空を経営していたフランク・トールマンは、自叙伝のなかでB-17を1人で着陸させた例は多々あるが、他の搭乗員なしで、1人で離陸させた例は他にはなく、出来るかも分らなかった、と述べている。 この胴体着陸のシーンは1962年の映画『戦う翼』でも使用されている。
イギリス空軍アーチベリー基地の爆撃機用飛行場のロケ地はキング監督自身が自ら所有する飛行機で1949年2月から3月にかけて約16,000マイル（25,600 km）を飛行して探しだしたものである。キング監督は1949年3月8日にエグリン空軍基地を訪ね、デューク・フィールドの名で知られるエグリン基地本体から数マイル北にある第3予備地が主要な撮影地と決定している。ここには管制塔を含む15棟の建物がアーチベリー飛行場を模すために作られた。アラバマ州マクセル空軍基地に勤務していた『頭上の敵機』のテクニカルアドバザーであるジョン・デラッシー大佐はアラバマ州デールヴィル近郊のオザーク飛行場をロケ地として推し、キング監督はエグリン基地の明るく塗装された滑走路が戦時下に敵機から発見されにくいよう黒く塗装された戦時下のイギリスの滑走路としてふさわしくないことから、オザークを、胴体着陸を含むB-17の離陸・着陸の撮影に使用した。撮影隊がオザークに到着した際、草生したオザーク基地がハーヴィ・ストーヴァルの第二次世界大戦中を思い出すシーンにふさわしいとされ、このシーンの撮影にも使われた。
イギリス・オックスフォードシャーにあるイギリス空軍バーフォード・セント・ジョン基地でも一部の背景の撮影が行われたほか、エグリン基地やフォート・ワートン・ビーチでもロケが行われている。撮影には、エグリン基地にあったQB-17標的機を改造したもの、アラバマやニューメキシコで保管されていたものから12機のB-17が使用された。この中には1946年のビキニ環礁の核実験に使用され、高レベルの放射線を発する機体があり、これら機体の撮影への使用は最低限とされた。
『頭上の敵機』は1949年4月から7月にかけて撮影された。カラーで撮影することが計画されていたが、連合軍とドイツ空軍が実戦中に撮影したフィルムを違和感なく入れ込むため、全編が白黒撮影とされた。

## 評価
『頭上の敵機』はロスアンゼルスで1949年12月21日から、次いでニューヨークで翌年1月26日から上映され、同年2月から全米で公開された。ボズレー・クラウザーがニューヨーク・タイムズに寄稿した映画評がこの時代のこの映画の評価をよくあらわしているものとされる。クローサーは飛行機や機械ではなく人間に主眼を置いた映画である、と記している。タイムズは『頭上の敵機』を1949年の映画十傑に選出し、後年すべての映画の千傑に選出している。
プレミア試写会に参加した後、戦略航空軍団のカーチス・ルメイ将軍は、観客に対して、この映画には完ぺきだ、と述べている。アメリカのあらゆるSL理論を採用する高級軍人養成学校で『頭上の敵機』を観ることが求められた。この映画は、軍事部門、民間部門の双方でリーダーシップの基本を教える教材として利用されている。
『頭上の敵機』のアメリカでの興行収入は$3,225,000だった
日本での公開は1950年（昭和25年）11月14日である。

## 受賞
『頭上の敵機』は第22回アカデミー賞で助演男優賞（ディーン・ジャガー）と録音賞を受賞しているほか、作品賞と主演男優賞（グレゴリー・ペック）にノミネートされた。第16回ニューヨーク映画批評家協会賞ではグレゴリー・ペックが主演男優賞を受賞、ナショナル・ボード・オブ・レビュー映画賞の候補にもなった。
1998年に『頭上の敵機』はアメリカ議会図書館アメリカ国立フィルム登録簿に文化的、歴史的、芸術的に顕著な作品として登録されている。
アメリカ映画100年のヒーローと悪役ベスト100にはフランク・サヴェージ准将が候補として選ばれている。

## 題名の由来
英語の原題"twelve o'clock high"は敵機の方向を示す用語で、"twelve o'clock"はクロックポジションで12時の方向（前方）、"high"は自身より上方に敵機がいることを表している（"level"は自身と同高度、"low"は自身より下方）。つまり、"twelve o'clock high"を直訳すれば『12時の方向上』であり、この方向から敵機が接近していることを意味している。
初期型のB-17では機首正面方向が弱点とされており（この方向を射撃できる防御機銃が少ないため）、ドイツ空軍の戦闘機はこの位置からB-17を攻撃することが多かった。上方から急降下してくる敵戦闘機は相対速度の速さもあって難敵であった。
原作者の1人であるサイ・バートレットの妻で女優のエレン・ドリューが、バーン・レイ・Jrとバートレットが"twelve o'clock high"から攻撃してくるドイツ戦闘機の戦術について議論しているのを聞いて、この題名を決めたとされている。

## ラジオ番組及びテレビ番組
グレゴリー・ペックは1950年9月7日に放送されたラジオ番組で、サヴェージ准将役を再演している。『頭上の敵機』は同名のテレビ番組としてABC系で1964年に全米に放送され、3シリーズが作られた。ロバート・ランシングがサヴェージ准将を演じたが、第1シリーズが終わったところでポール・バーク演じる、原作中のベン・ゲートリーをモデルにしたジョー・ギャラガー大佐が主役に交代している。テレビシリーズの戦闘シーンの大半は映画で使われたものの再利用である。日本では第1シリーズがテレビ朝日（当時：NET）系で、第2、第3シリーズがフジテレビ系で『爆撃命令』と名を変えて放映されている。
テレビシリーズの地上シーンの多くは第二次世界大戦中アメリカ陸軍パイロットの訓練用に使用されていたカリフォルニア州チノの飛行場で行われ、イギリス駐留の第8空軍の典型的な管制塔や建物を模したセットが作られた。
この飛行場は、終戦後スクラップにされるのをまつ戦闘機や爆撃機の保管場所として用いられ、映画『我等の生涯の最良の年』でダナ・アンドリューが戦争時代を回想するシーンに使われた。

### 日本での放送期間と放送時間
『頭上の敵機』（第1シリーズ）
- 1965年1月22日 - 同年8月27日：金曜21:00 - 21:56（JST）

『爆撃命令』（第2・3シリーズ）
- 1967年5月14日 - 同年11月26日：日曜22:30 - 23:26（JST）